# Patto di famiglia
Patti di famiglia (in francese: Pacte de famille; in spagnolo: Pacto de familia) fu il nome usato per indicare tre diverse alleanze tra Francia e Spagna nel corso del XVIII secolo, quando entrambe le nazioni erano governate da sovrani appartenenti alla casa reale dei Borbone.

## Trattati

### Trattato dell'Escorial
Il Trattato fu firmato da Filippo V di Spagna e Luigi XV di Francia il 7 novembre 1733 nel sito reale di El Escorial.
Filippo V, nipote di Luigi XIV di Francia, salì al trono spagnolo nel 1700, diventando il primo monarca della dinastia dei Borbone in Spagna dopo l'estinzione del ramo asburgico con la morte di Carlo II di Spagna. Fu riconosciuto come re dalle principali potenze europee a condizione che i troni di Spagna e Francia non fossero mai uniti. La sua ascesa al trono fu seguita dalla guerra di successione spagnola, che si concluse con la firma della Pace di Rastadt e della Pace di Utrecht. Luigi XV, nipote di Filippo V, era sposato con la principessa polacca Maria Leszczynska (figlia di Stanislao di Polonia), il che provocò l'ingresso della Francia nella guerra di successione polacca (1733-1738).
Entrambi i monarchi, Filippo e Luigi, si allearono nel primo patto di famiglia, formando un fronte comune contro l'Austria: Filippo cercando di riconquistare gli ex possedimenti spagnoli in Italia, e Luigi cercando rinforzi nel suo sostegno a Stanislao di Polonia. Luigi XV non riuscì a riportare il suocero sul trono di Polonia, ma Filippo V recuperò Napoli e la Sicilia, dove mise sul trono il figlio infante Carlo.

### Trattato di Fontainebleau (1743)
Il trattato fu firmato il 25 ottobre 1743 a Fontainebleau, fu concordato dagli stessi monarchi, Filippo V di Spagna e Luigi XV di Francia, nel corso della guerra di successione austriaca.
Dopo la morte di Filippo V nel 1746, il nuovo re Ferdinando VI di Spagna perseguì una politica di neutralità nei confronti di Regno Unito e il Regno di Francia. Rafforzò la flotta per evitare di essere trascinato in guerra e stabilì il secondo patto di famiglia, che lo dissociava dal sostegno alla Francia nelle sue guerre.

### Trattato di Parigi (1761)
Carlo III di Spagna ripristinò la politica di ostilità contro il Regno Unito per riconquistare Gibilterra e Minorca e firmò il Trattato di Parigi (1761), che lo portò a entrare nell'ultima fase della guerra dei sette anni a sostegno della Francia contro la Gran Bretagna.
La sconfitta causò alla Spagna notevoli perdite, dovendo cedere la Florida occidentale e la Florida orientale al Regno Unito e la Colonia del Sacramento nell'Uruguay occidentale al Portogallo. Tuttavia acquisì la Louisiana dalla Francia.